# Rachel (réacteur)
Pour les articles homonymes, voir Rachel (homonymie).
Rachel désigne un	réacteur nucléaire militaire à neutrons rapides fonctionnant au plutonium mis en service en 1961 au centre CEA de Valduc.
Il s'agit probablement du premier réacteur à neutrons rapides utilisé pour les expériences de criticité en France. Il est suivi du réacteur à neutrons rapides Rapsodie qui diverge en 1967 à Cadarache.
Le groupe Rachel est créé en 1957 pour réaliser le premier assemblage critique rapide français. Il devient ensuite la Section d’études et de criticité rapide (SECR) qui dès 1962, perfectionne des méthodes de mesure de la neutronique.